# Államok vezetőinek listája 93-ban
Ezen az oldalon az i. sz. 93-ban fennálló államok vezetőinek névsora olvasható földrészek, majd országok szerinti bontásban.

## Európa
- Boszporoszi Királyság
  - Király: I. Rhészkuporisz (68/69–93/94)
  - Király: I. Szauromatész (93/94–123/124)
- Dák Királyság
  - Király: Decebalus (87–106)
- Római Birodalom
  - Császár: Domitianus (81–96) 
    - Consul: Sextus Pompeius Collega
    - Consul: Quintus Peducaeus Priscinus
    - Consul suffectus: Titus Avidius Quietus
    - Consul suffectus: Sextus Lusianus Proculus
    - Consul suffectus: Gaius Cornelius Rarus

  - Britannia provincia
    - Legatus: Aulus Vicirius Proculus (93)

## Ázsia
- Armenia
  - Király: Szanatrukész (75–110)
- Elümaisz
  - Király: III. Oródész (90-100)
- Hsziungnuk
  - Sanjü: Tuntuhe (88-93)
  - Sanjü: Anguo (93-94)
- Ibériai Királyság
  - Király: I. Mithridatész (58–106)
- India
  - Anuradhapura
    - Király: Vaszabha (67–111)

  - Indo-pártus Királyság
    - Király: II. Abdagaszész (kb. 90)
- Japán
  - Császár: Keikó (71–130)
- Kína (Han-dinasztia)
  - Császár: Han Ho-ti (88–106)
- Korea
  - Pekcse
    - Király: Kiru (77–128)

  - Kogurjo
    - Király: Thedzso (53–146)

  - Silla
    - Király: Phasza (80–112)

  - Kaja államszövetség
    - Király: Szuro (42–199?)
- Kusán Birodalom
  - Király: Vima Kadphiszész (90–100)
- Nabateus Királyság
  - Király: II. Rabbel (70–106)
- Oszroéné
  - Király: Szanatrukész (91–109)
- Pártus Birodalom
  - Nagykirály: II. Pakórosz (78–115)

## Afrika
- Római Birodalom
  - Aegyptus provincia
    - Praefectus: Titus Petronius Secundus (92–93)
- Kusita Királyság
  - Kusita uralkodók listája

## Fordítás
Ez a szócikk részben vagy egészben  a   Liste der Staatsoberhäupter 93 című német Wikipédia-szócikk ezen változatának fordításán alapul.  Az eredeti cikk szerkesztőit annak laptörténete sorolja fel. Ez a jelzés csupán a megfogalmazás eredetét és a szerzői jogokat jelzi, nem szolgál a cikkben szereplő információk forrásmegjelöléseként.